# 伊莉莎白·匹莎尼
伊莉莎白·匹莎尼（英語：Elizabeth Pisani；1964年—）是位於英國倫敦一家公共健康顧問公司Ternyata Ltd的總監。她曾任記者，現在則是一位流行病學家，最為人所知的研究領域在其對愛滋病毒的研究，尤其是她具爭議性的出版書籍《妓女的智慧：官僚、妓院、與愛滋病事業（The Wisdom of Whores: Bureaucrats, Brothels and the Business of AIDS）》以及她的TED短講〈談性、毒品、愛滋病病毒HIV—讓我們理性點吧！〉。她的作品在探究科學、政治與文化之間的互動，最近其專注於印尼這個國家。